# Усманов, Бекхан Ильясович
Бекхан Ильясович Усманов (род. 16 июля 1993) — российский футболист, полузащитник.

## Клубная карьера
Воспитанник грозненского «Терека». Начал профессиональную карьеру в 2012 году, выступал за молодёжный состав клуба. В 2013 году перешёл в фарм-клуб «Терека» — «Терек-2». Провёл 12 игр и забил 3 гола. Сезон 2014/15 провёл в составе ялтинской «Жемчужины» на правах аренды (12 игр, один гол). В 2015 году подписал контракт с литовским клубом «Шяуляй» из одноимённого города.

## В сборной
В 2011 году Бекхан Усманов был вызван в юношескую сборную России до 18 лет на турнир во французском городе Сент-Джозеф, но не провёл там ни одного матча.